# Nicolas Guillain
Pour les articles homonymes, voir Guillain.
Victor Nicolas Guillain, dit Cambrai ou Nicolas de Cambrai (Cambrai, 1550 - Paris, 20 mai 1639) est un sculpteur français.

## Biographie
Il est attesté en 1597 à Paris où il travaille avec Mathieu Jacquet qui l'influencera dans son orientation à produire des  monuments funéraires élaborés. Il sera le maître de son fils, Simon Guillain, et de Jacques Sarazin qui seront deux sculpteurs réputés.

## Œuvres
- Statue funéraire de Claude de Laubespine (1550-1613), nièce de Claude et Sébastien de L'Aubespine. Femme agenouillée, marbre, réalisée en 1614 pour l'église du Couvent des Feuillants à Paris, conservé au Musée Sainte-Croix, Poitiers.
- Statues funéraires de Martin du Bellay et Marie du Bellay dans l’église Notre-Dame de Gizeux (Indre-et-Loire)
- Statues funéraires de Pierre Jeannin, président du parlement de Bourgogne et d'Anne Guéniot, sa femme dans la cathédrale Saint-Lazare d'Autun (Saône et Loire).
- Monument funéraire de Charles du Plessis et d'Antoinette de Pons, église Saint-Martin de Liancourt (Oise)[2].
- Trois statues d'une poutre de gloire : Christ en croix, La Vierge, Saint Jean, 1598, Yèbles, Église Saint-Martin de Yèbles